# Козакевич, Ежи
Ежи Козакевич (пол. Jerzy Kozakiewicz; 23 марта 1948, Краков — 21 мая 2024) — польский учёный, дипломат и политолог.

## Биография
Родился 23 марта 1948 года в г. Краков. В 1972 году окончил Ягеллонский университет.
С 1972 по 1985 — ассистент, доцент в Центре научной информации Академии Наук в Кракове.
С 1985 по 1990 — адъюнкт в Центре научной информации Академии Наук в Варшаве.
С 1990 по 1991 — консул Генерального консульства Польши в Киеве.
С 1992 по 1993 — советник посольства Польши на Украине, полномочный министр, временный поверенный в делах Польши на Украине.
С 1993 по 1997 — чрезвычайный и полномочный посол Польши на Украине.
Старший научный сотрудник Института политических исследований Академии Наук.
Умер 21 мая 2024 года в возрасте 76 лет.

## Избранные сочинения
- Stosunki polsko-ukraińskie, Kraków 1998 (red.)
- Rosja w polityce niepodległej Ukrainy, Warszawa 1999
- Polityka bezpieczeństwa państw bałtyckich, Kraków 2003